# 王匡 (新)
王 匡（おう きょう、? - 23年）は、中国の新代の武将。冀州魏郡元城県委粟里の出身。父は太師・安新公王舜。兄は王延。同時代に活動した人物で緑林軍を旗揚げした更始帝配下の王匡とは別人である。

## 事跡
| 姓名         | 王匡                                             |
| 時代         | 新代                                             |
| 生没年       | 生年不詳 - 23年（地皇4年）                       |
| 字・別号     | 〔不詳〕                                         |
| 出身地       | 冀州魏郡元城県委粟里                             |
| 職官         | （太師将軍〔新〕?→）兆域大将軍〔新〕 →太師〔新〕 |
| 爵位・号等   | 褒新侯〔新〕→褒新公〔新〕                        |
| 陣営・所属等 | 王莽                                             |
| 家族・一族   | 父：王舜 兄：王延                                |

新の王莽の配下である。天鳳3年（16年）、父の王舜が死去した後に、兄の王延は父の爵位である安新公を継ぎ、褒新侯に封じられていた王匡は父の官職である太師将軍を継いだ。ただし、地皇元年（20年）2月には、王匡は兆域大将軍の地位にあったとあり、父の死去後ただちにその地位にあったかどうかは不明である。
地皇3年（22年）4月、太師となっていた王匡は、更始将軍・平均侯廉丹と共に、精鋭10万の軍勢を率いて赤眉軍の討伐に向かった。しかし王匡・廉丹は、進軍先で部下に放縦の限りを尽くさせたため、「赤眉軍に逢っても、太師（王匡）には逢うな。太師はまだ良い、更始（廉丹）には殺されるぞ」との格言が出来るほどであった。同年冬、王匡らはまず無塩で蜂起していた索盧恢を鎮圧し、王匡と廉丹は公に昇進している。
まもなく赤眉軍の別働隊の董憲が梁郡で活動しているという情報が入り、王匡はただちにこれを討伐しようとした。廉丹は兵士の休養が必要と諫言したが、王匡は聞かず、廉丹も已む無くこれに従う。そして須昌で董憲と交戦したが敗北した。逃走する王匡に、廉丹は自らの印韍と符節を渡した上で「小僧は逃げることもできよう。だが、私はそうも行かない」と言い、その場に踏みとどまって戦死した。
その後、王匡は国将哀章の救援を受け、洛陽を守備している。しかし、地皇4年（23年）9月、更始帝の命を受けた更始帝配下の王匡の攻撃を受けて洛陽は陥落し、王匡と哀章は降伏した。2人は更始帝配下の王匡により、宛へ送致された上で処刑されている。